# Аманда Аббінгтон
Аманда Джейн Аббінгтон (англ. Amanda Jane Abbington; до шлюбу — Сміт; англ. Smith); нар. 1971 або 1972, Лондон, Англія) — британська акторка.

## Життєпис
Народилася у 28 лютого 1974 року у Лондоні, Англія. Була єдиною дитиною, виховувалась у графстві Хартфордшир.

## Кар'єра
Дебютувала в кіно в 1996 році роллю водійки у фільмі «Законопроект: Мета». Також відома ролями в таких фільмах і телесеріалах, як: «Борг» (2003, роль Стейсі Росс), «Після того, як ти пішов» (2007, роль Шівон), «Всі разом» (2007, роль Сари) і «Привиди» (2011, роль Трейсі). У 2013 році зіграла в третьому сезоні серіалу «Шерлок» спецагентку Мері, що одружується з доктором Ватсоном, якого втілив її цивільний чоловік Мартін Фрімен. 
Всього знялася в 45 фільмах і телесеріалах.

## Особисте життя
З 2000 по 2016 рік, була у цивільному шлюбі з актором Мартіном Фріманом.Народила двох дітей — Джо (нар. 2005) і Грейс (нар. 2009). 
У травні 2022 року повідомлялося, що Аббінгтон заручена з колишнім ескейпологом і каскадером Джонатаном Гудвіном. Вони з Гудвіном познайомилися в Twitter у 2012 році. Почали зустрічатися наприкінці 2021 року. Гудвін запропонував одружитися протягом 30 хвилин після їхнього першого побачення у Відні.
У грудні 2012 року перенесла операцію з видалення доброякісної пухлини грудей.

### Банкрутство
У 2013 році була оголошена банкрутом через несплачений податковий рахунок у розмірі 120 000 фунтів стерлінгів. Пізніше вона прокоментувала: «Це виплачується зараз. Я б ніколи не хотіла проходити через це знову. Але я плачу за це [...] Просто я неправильно розпоряджалася своїми фінансами. Я відкладала трохи грошей (щоб сплатити податки), але не всі. Я працювала один рік і не працювала інший рік. Тож я використовувала гроші, які заощадила».

## Вибіркова фільмографія
| Рік       |   | Українська назва   | Оригінальна назва        | Роль                   |
| --------- | - | ------------------ | ------------------------ | ---------------------- |
| 2022      | ф | Ми не самотні      | We Are Not Alone         | Керолайн               |
| 2014—2017 | с | Шерлок             | Sherlock                 | Мері (Розамунд) Ватсон |
| 2013—2014 | с | Містер Селфрідж    | Mr Selfridge             | місс Мардл             |
| 2012      | с | Бути людиною       | Being Human              | Ґольда                 |
| 2008      | с | Пуаро Агати Крісті | Agatha Christie's Poirot | місс Блейк             |